# Place du Général-Leclerc (Mont-de-Marsan)
Pour les articles homonymes, voir Place du Général-Leclerc.
La place du Général-Leclerc est l'une des principales places de la commune de Mont-de-Marsan, dans le département français des Landes.

## Présentation
Cet espace public est aménagé depuis 1995 en dalle piétonne d'une superficie de 2 800 m². Elle est bordée par de remarquables façades de style Belle Époque de bâtiments administratifs : l'hôtel des Postes, l'hôtel de la police municipale et l'hôtel de Ville, amenant les habitants à la rebaptiser communément en « place de la Mairie ».

### Situation et accès
La place du Général-Leclerc est située dans le centre-ville de Mont-de-Marsan, au sud du Midou. Elle est délimitée par la rue Léon-Gambetta (la principale artère commerçante de la ville) à l'ouest, l'avenue Aristide-Briand au nord, la rue du Mirail à l'est et la rue Henri-Villenave en partie au sud.
La place du Général-Leclerc présente un ensemble architectural de style Belle Époque avec l'hôtel des Postes, l'hôtel de la police municipale (l'ancienne Caisse d'Epargne) et l'hôtel de ville de Mont-de-Marsan, dont la façade est décorée des sculptures de Jean-Éloi Ducom.

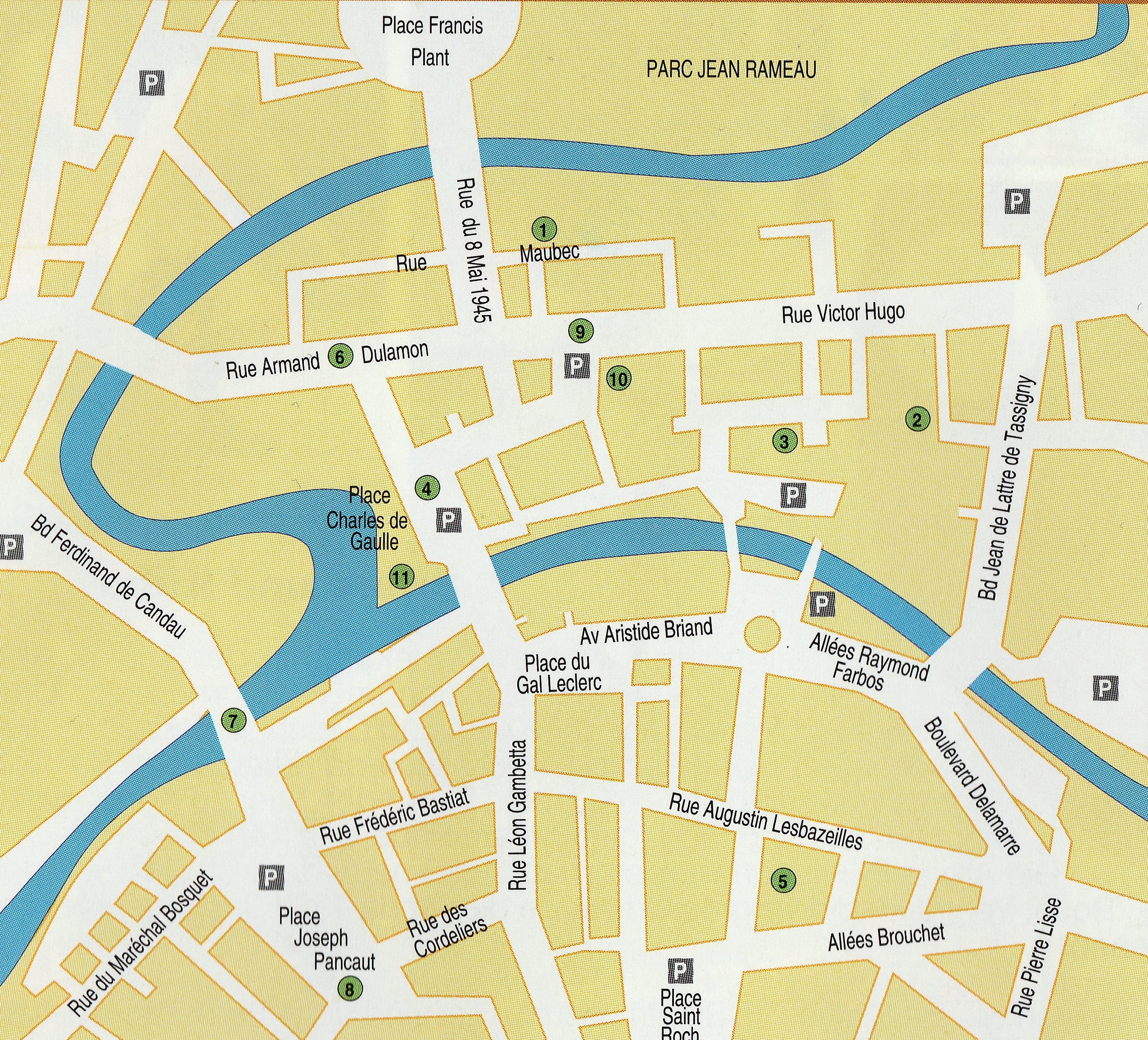
Situation de la place du Général-Leclerc

### Origine du nom
Elle rend hommage depuis le 20 décembre 1947 au Général Leclerc (1902-1947) chef militaire de la France libre durant la Seconde Guerre mondiale, figure majeure de la Libération de la France, qui décède accidentellement le 28 novembre 1947. Après la libération de Mont-de-Marsan et la fin de la Seconde guerre mondiale, le général Leclerc était venu à Mont-de-Marsan le 3 juillet 1945 pour inspecter en personne le centre d'instruction du 2ème Bataillon d'Extrême-Orient à la caserne Bosquet, avant de partir pour l'Indochine française. Au cours de sa visite, il défile à pied de la préfecture des Landes à l'hôtel de ville d'alors sous les acclamations de la foule.
Avant cela, la place prend tour à tour les noms de place de la Grande Fontaine, place de la Fontaine, square de l'Ancien Collège (délibération du conseil municipal du 6 février 1884, le collège ayant été transféré au lycée Victor-Duruy en 1866 ), place Pascal-Duprat (délibération du conseil municipal du 28 décembre 1886), place de la Poste (construite par la commune et vendue en 1931 à l'État). Les appellations de place de la mairie, de l'hôtel de ville, parfois employées communément, n'ont jamais été officielles.

### Historique
À peine passé le milieu du XIIe siècle, la ville dépasse ses limites premières centrées autour du château vicomtal et traverse le Midou. Le Bourg de la Grande Fontaine se développe autour d'une fontaine qui existe toujours (à l'angle nord ouest de la place du Général-Leclerc, face à l'hôtel de ville). Elle fournit une partie de la ville en eau potable pendant 800 ans, jusqu'au début du XXIe siècle, date de l'arrêt son exploitation en raison d'un niveau de pollution aux nitrates trop élevé. Sa présence explique le développement du petit faubourg le long d'une rue qui monte en direction du Sablar (l'actuelle rue Léon-Gambetta) et s'arrête initialement au carrefour des Quatre Cantons (entre les rues Gambetta et Frédéric Bastiat).
En 1657 est édifié le couvent des Barnabites, avec son collège et son église. Les bâtiments conventuels sont démolis en 1869, créant pendant des années un grand vide urbain dans ce secteur du centre ville. L'aménagement de la place Pascal Duprat est impulsé par le maire Émile Gobert en 1890. Elle débute par la construction sur sa partie est de l'hôtel des Postes et Télégraphes en 1891), suivant les plans de Jules Dupouy. Les maires de Mont-de-Marsan suivants, notamment Ferdinand de Candau, poursuivent cette politique d'aménagement et d'embellissement de la place. Le projet de « cercle des officiers » est lancé en 1895 et les travaux ont lieu entre 1897 et 1901 (il devient l'hôtel de ville de Mont-de-Marsan le 20 janvier 1946). Le bâtiment de la Caisse d'Epargne (actuel hôtel de la police municipale) complète le dispositif.
En 1903, la place est ornée de la statue de bronze La Landaise, œuvre de l'artiste Félix Soulès. Personnifiant de manière singulière la ville, elle représente une femme habillée à la mode du XVe siècle coiffée d'un hennin double et dominant des têtes de taureaux. En mai 1940, une construction provisoire en bois et charpente métallique est édifié à côté du bâtiment de la poste, au n°7 de cette place. Elle sert de foyer du soldat français et sera réutilisée après la guerre comme siège du stade montois. Le 7 juin 1942 la statue La Landaise est déposée par les Allemands et fondue dans le cadre de la mobilisation des métaux non ferreux sous le régime de Vichy.
Après-guerre, la place est renommée place du Général-Leclerc. Elle devient une aire de stationnement jusqu'à la création aux allées Raymond Farbos du parking souterrain du Midou en 1994. Depuis 1995, la place est réaménagée en espace piéton et la source, qui a donné le nom de Bourg de la Grande Fontaine à ce faubourg au XIIIe siècle et qui alimentait en eau potable une partie de Mont-de-Marsan depuis 800 ans, cesse d'être exploitée, son eau étant déclarée impropre à la consommation. Elle est transformée en fontaine d'agrément, située à l'angle nord ouest de la place, face à l'hôtel de ville.

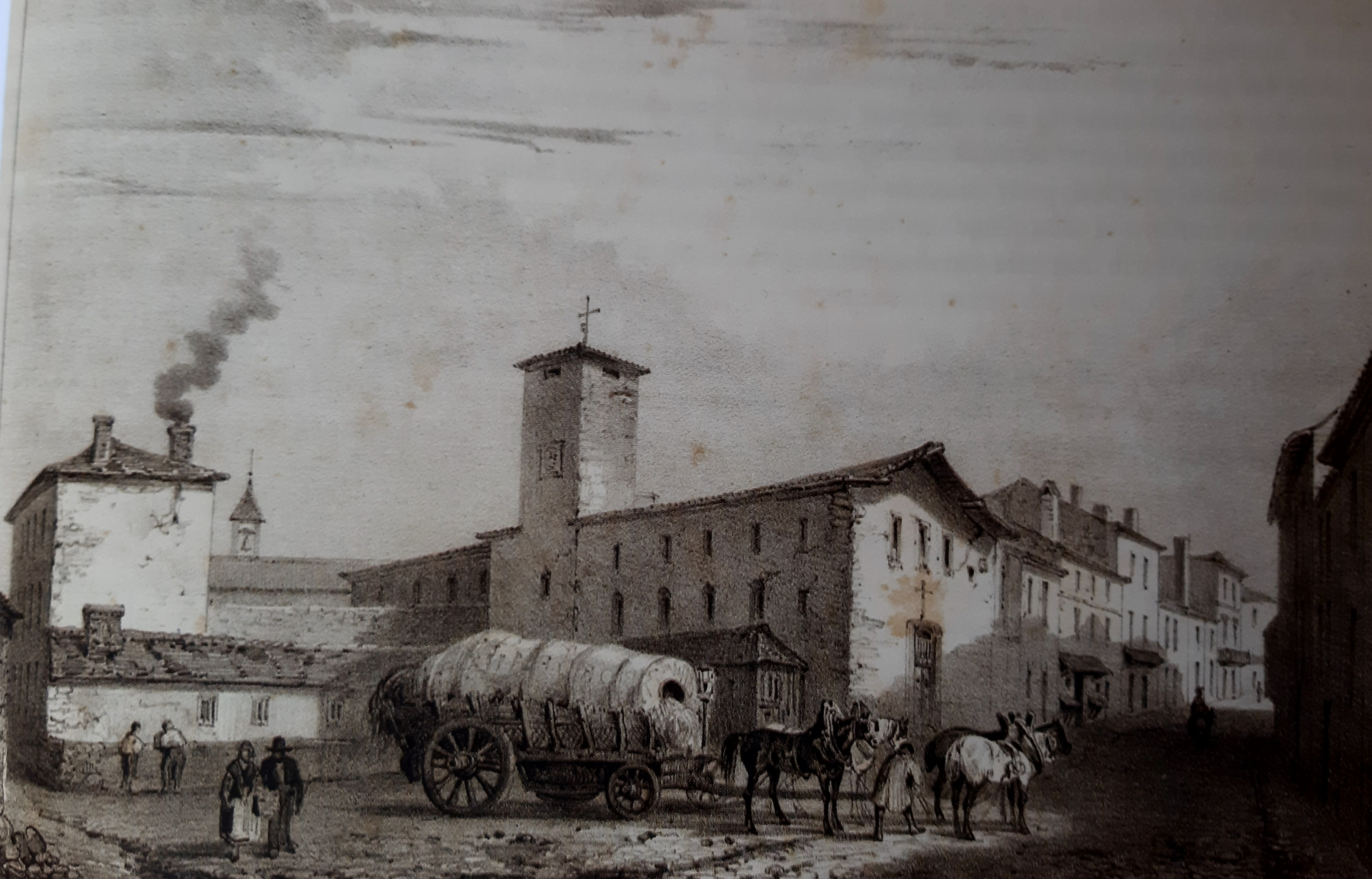
L'ancienne église et couvent des Barnabites, vus depuis l'angle de la place de la Grande-Fontaine. Lithographie par Aumont, d'après Philippe, parue dans La Guienne historique et monumentale, d'Alexandre Ducourneau, en 1844.
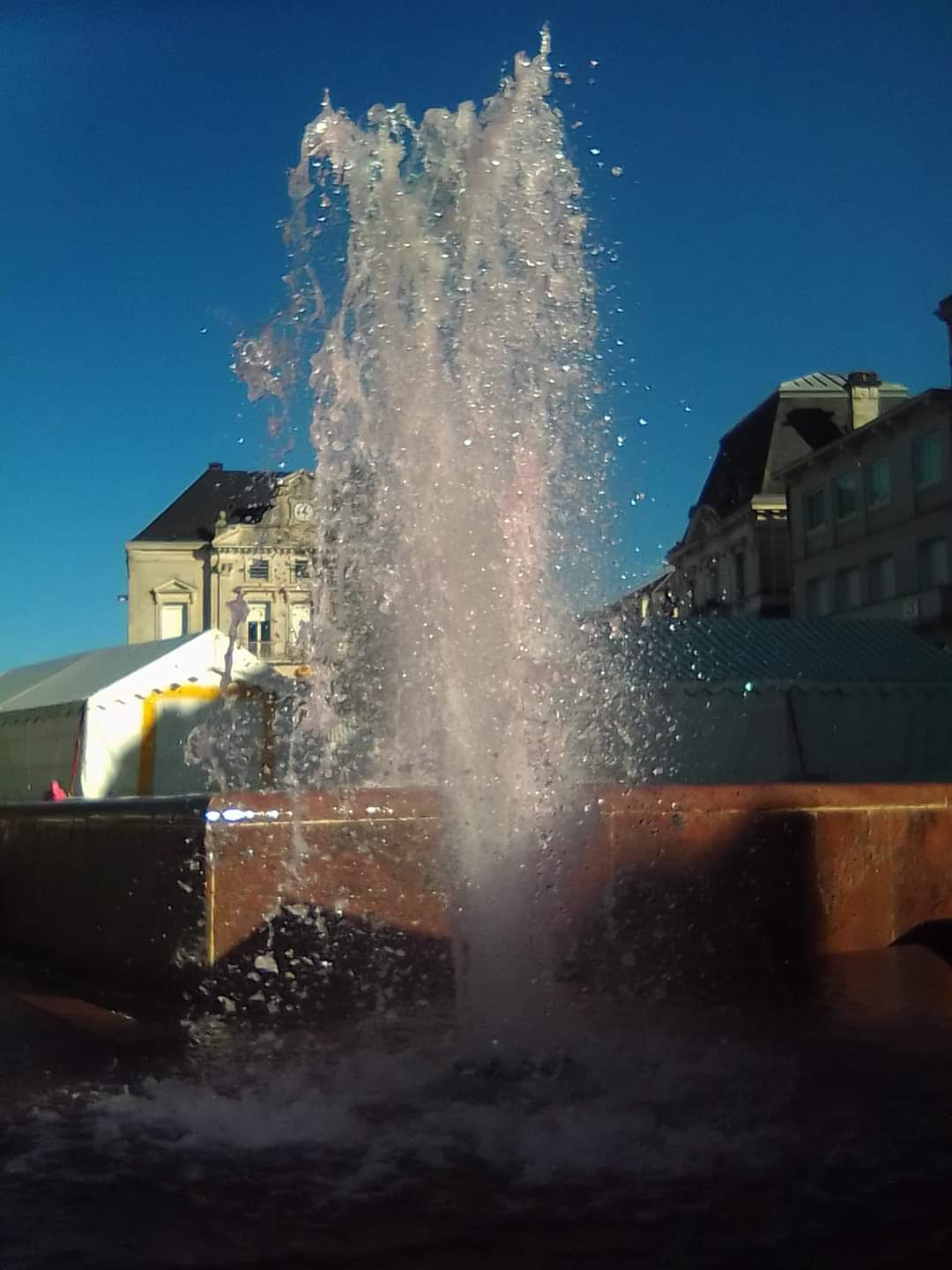
Fontaine ornementale de la place du Général-Leclerc, édifiée en 1995[1].

### Bâtiments remarquables et lieux de mémoire
- n°2 : hôtel de ville (depuis 1946. Avant cela, cercle des officiers). Pendant la Seconde Guerre mondiale, l'occupation de Mont-de-Marsan débute le 27 juin 1940. En juillet 1940, le cercle des officiers est réquisitionné et la Feldkommandantur 541 (centre de commandement du département des Landes et la partie occupée des Basses-Pyrénées) en occupe le deuxième étage. La Légion des volontaires français contre le bolchevisme, combattant sous l'uniforme allemand, s'installe en 1942 dans un local annexe du Cercle des officiers (à l'angle avec le 15, rue Léon-Gambetta). La libération de Mont-de-Marsan a lieu le 21 août 1944 avec la bataille du pont de Bats[8].
- n°6 : bâtiment de l'ancienne Caisse d'Epargne est construit en 1912, certainement par Henri Dépruneaux. Il respecte le style académique des autres bâtiments de la place[10]. Pendant l'occupation allemande, il est réquisitionné et transformé en StandortKommandantur (centre de commandement de la garnison)[8]. Au début des années 1980, la Caisse d'Epargne déménage, le bâtiment accueille alors l'office de tourisme puis la police municipale[10].
- n°7 : hôtel des Postes. Sa construction débute en 1891 sous la conduite de l'architecte Jules Dupouy. Ce bâtiment communal est d'inspiration classique. Les matériaux utilisés sont de la pierre de taille d'Angoulême et de l'ardoise des Pyrénées. L'édifice est racheté par l'État en 1931 pour en faire le bureau des Postes, télégraphes et téléphones[10].

Photos anciennes

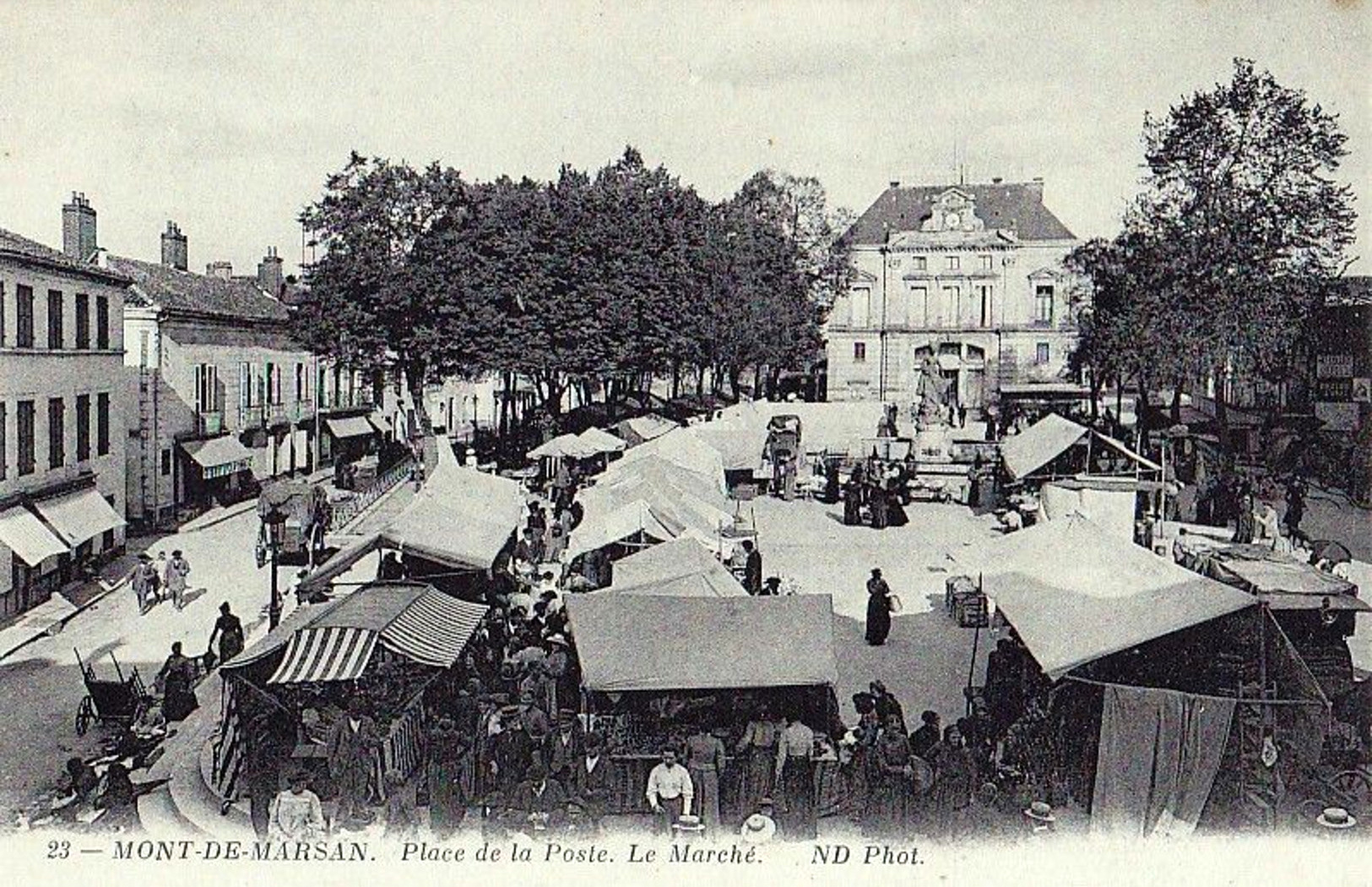
La place un jour de marché au début du XXe siècle
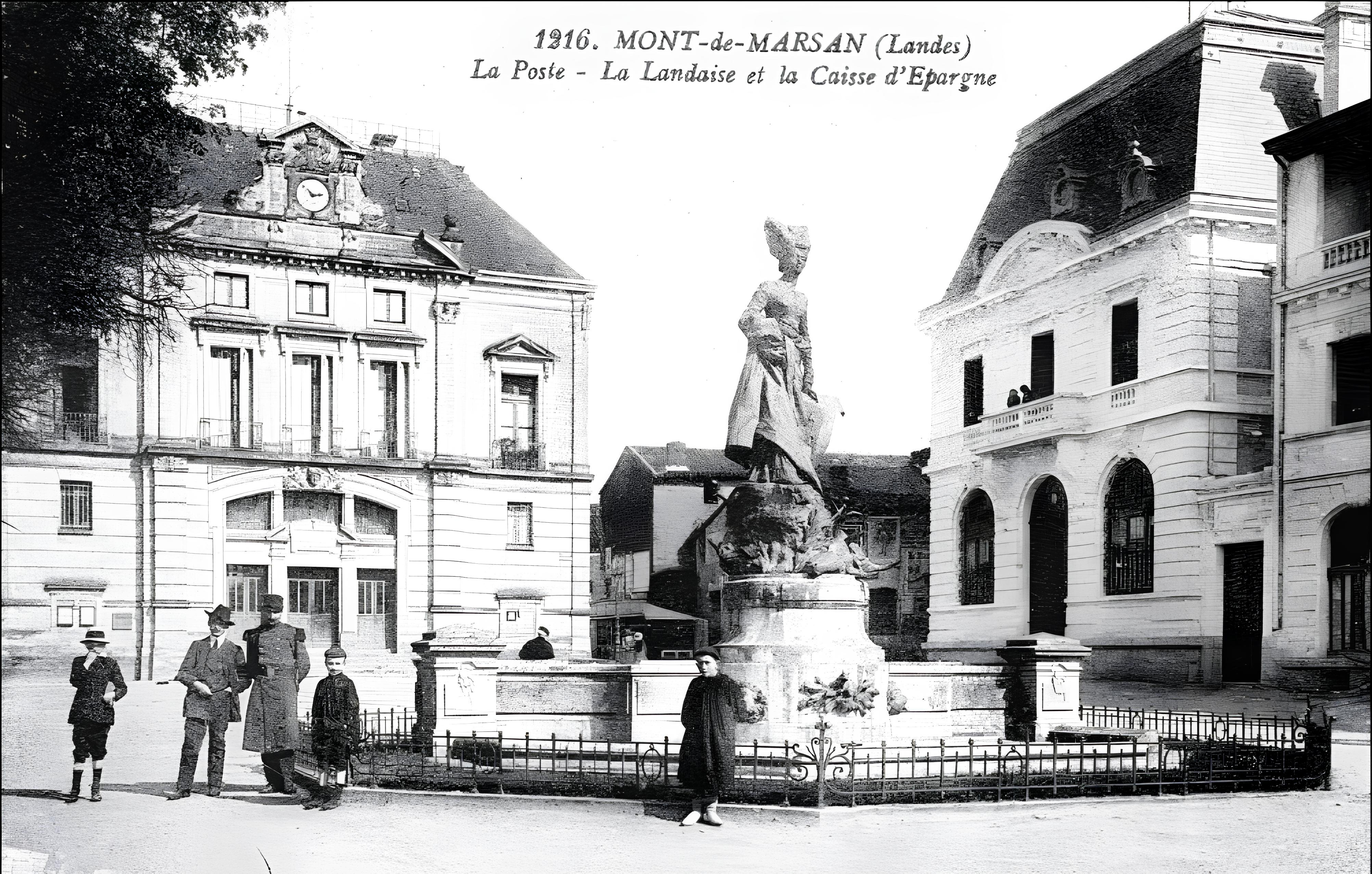
Photo ancienne de la place, ornée de la statue La Landaise avec le bâtiment de la Poste (à gauche) et de la Caisse d'Epargne (à droite).
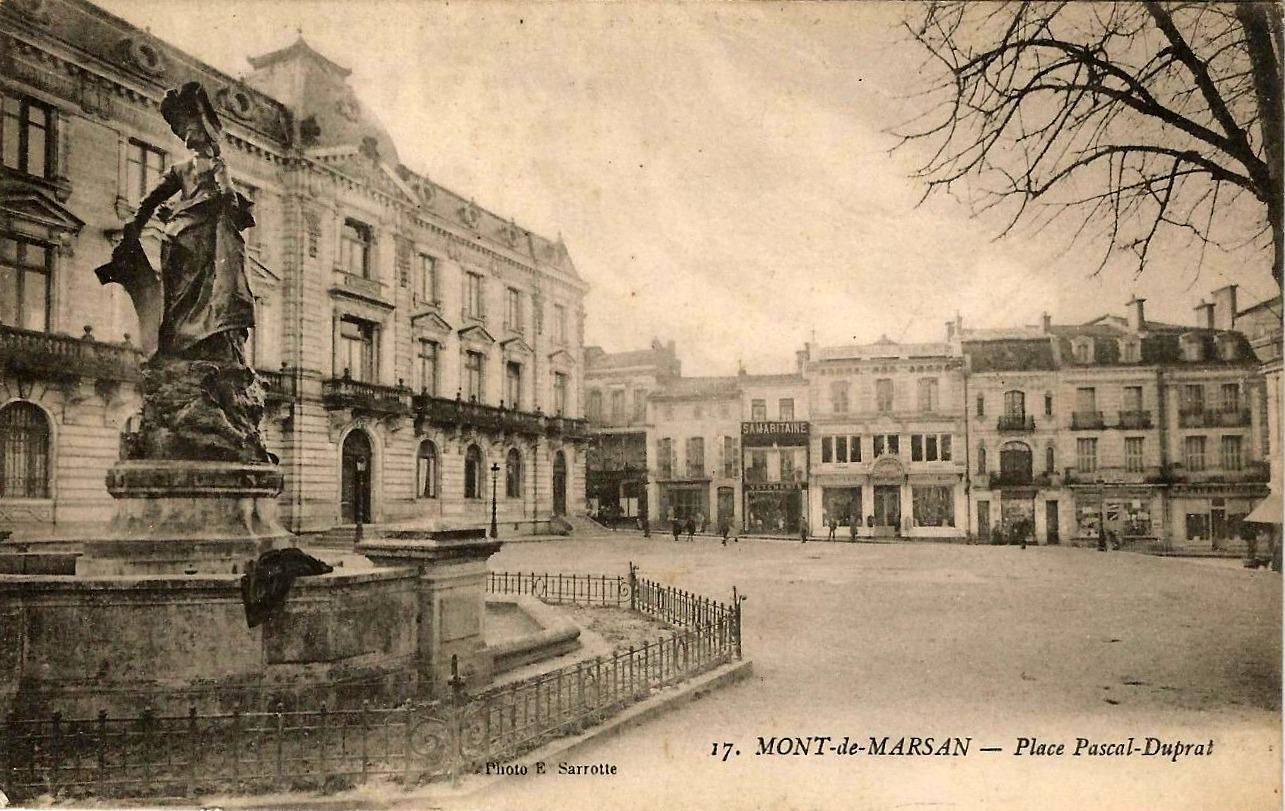
Photo ancienne de la place, alors dénommée place Pascal Duprat

Photos actuelles de nuit

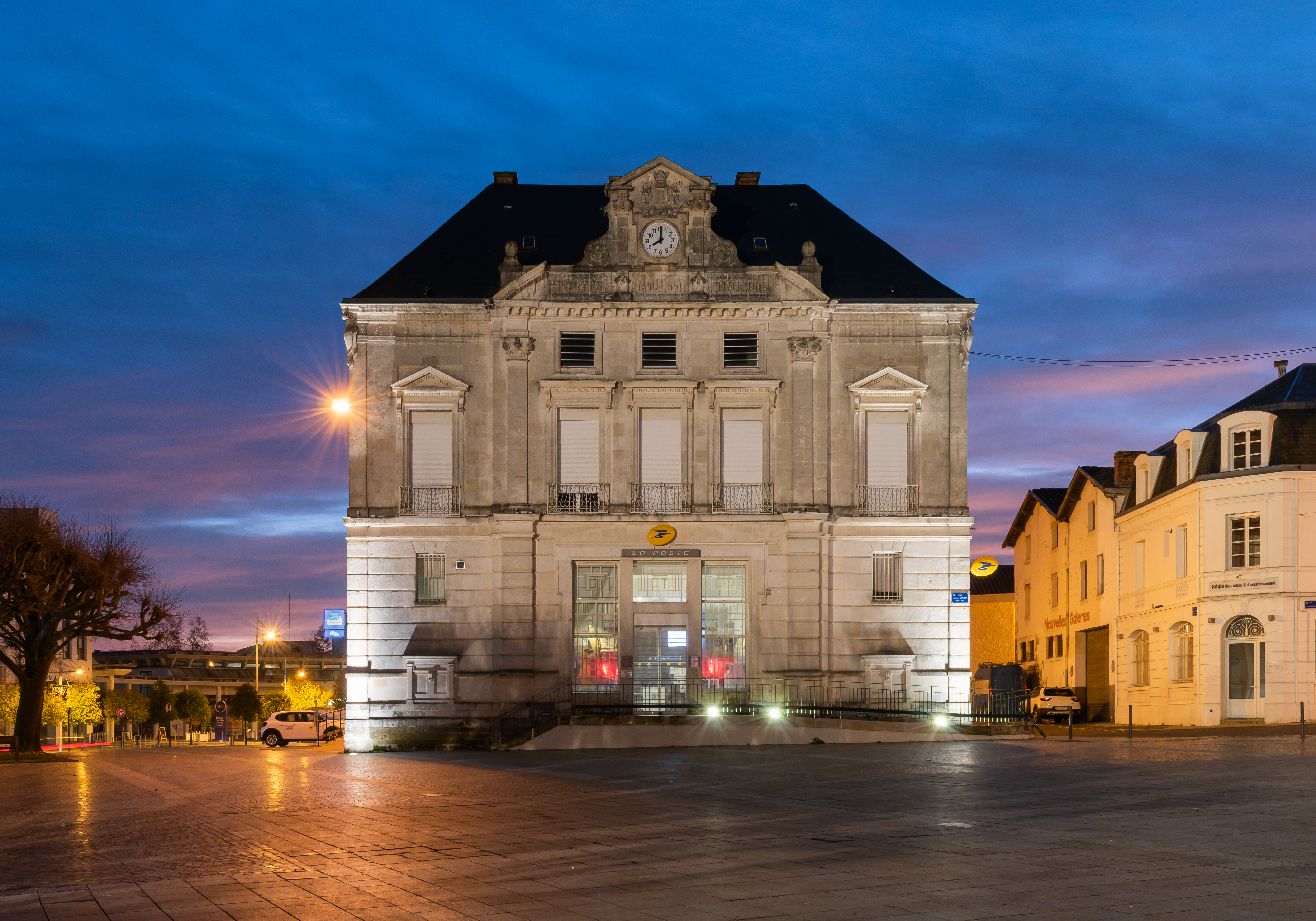
7 place du Général Leclerc, bureau de poste
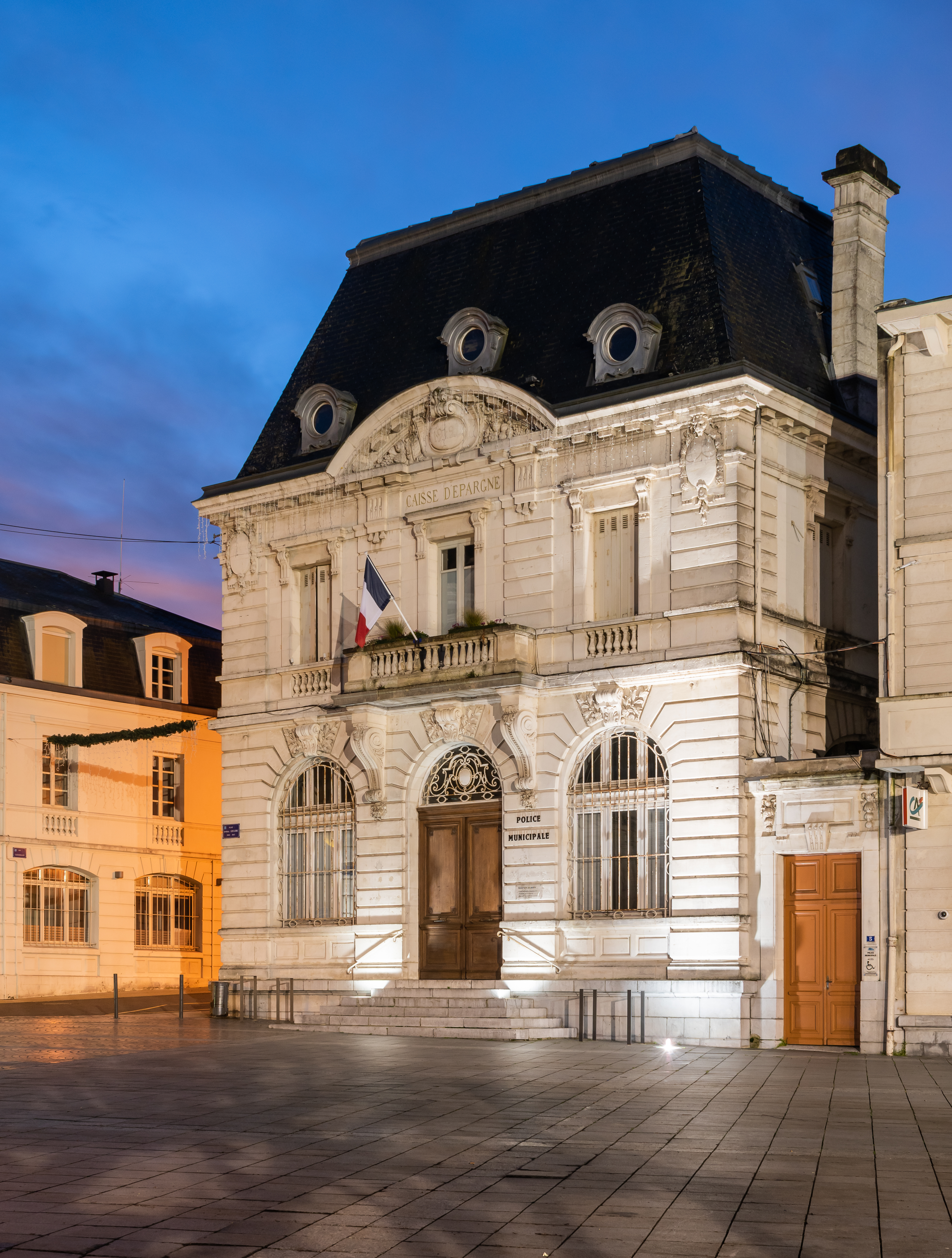
6 place du Général Leclerc, actuel hôtel de la police municipale (ancien bâtiment de la Caisse d'Epargne puis de l'office de tourisme)
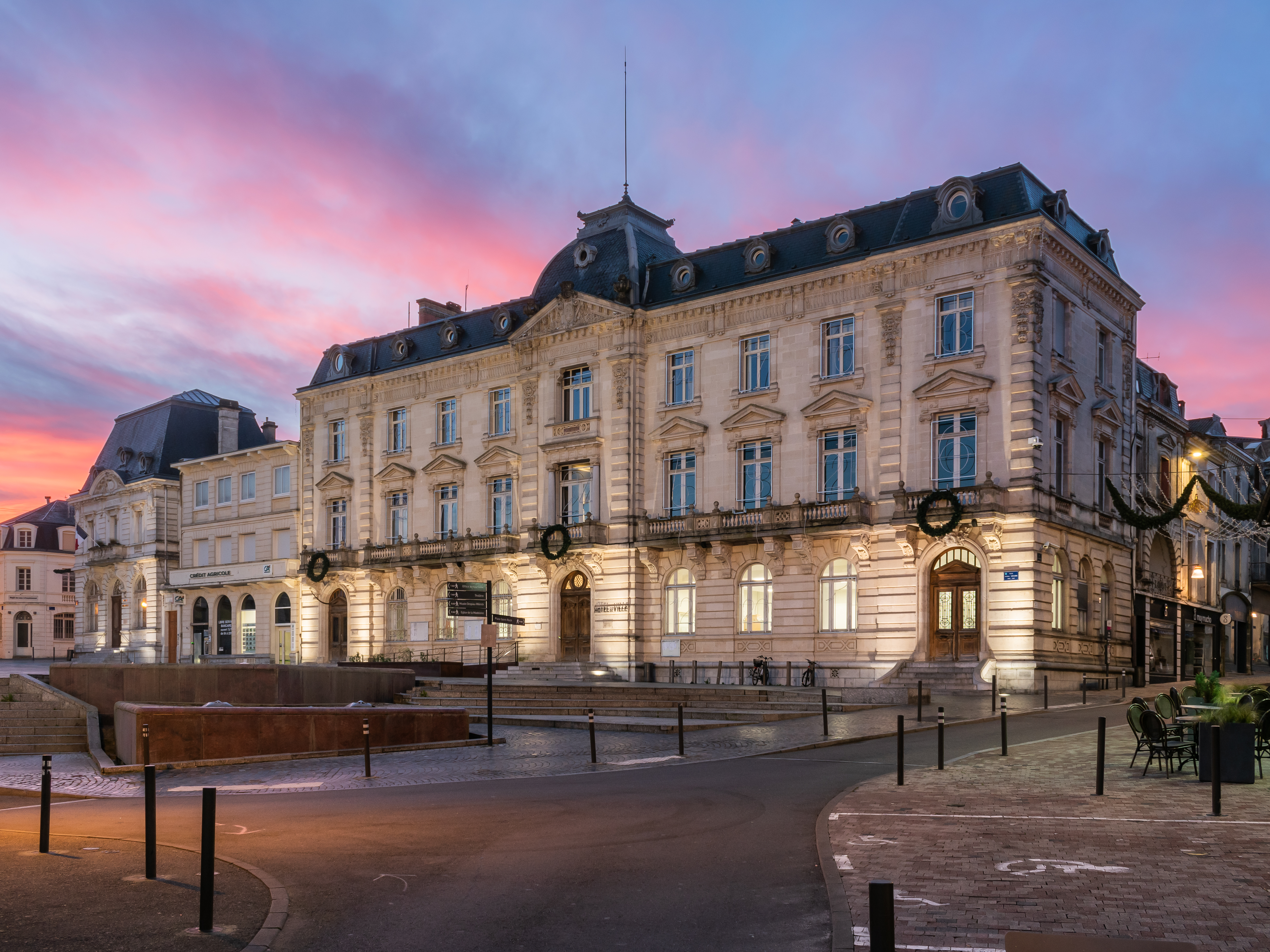
2 place du Général Leclerc, hôtel de ville